# Новгородский погром
Новгородский погром (разгром) — поход опричного войска на Новгород в 1569—1570 годах под личным руководством Ивана Грозного, сопровождавшийся массовыми убийствами. Жертвами погрома стали по разным оценкам от 2 до 15 тысяч человек при общей численности населения Новгорода 30 тысяч. Кроме того, вследствие погрома в городе начали свирепствовать голод и болезни.

## Предыстория
На фоне углубляющегося раскола между опричниной и земщиной, опричная дума с растущим беспокойством следила за настроениями новгородского дворянства. Новгородская земская рать насчитывала до 3000 детей боярских, по численности в несколько раз превосходила дворянство любого другого уезда, включая Московский.
Политическое влияние новгородцев было значительно, в любом политическом кризисе боровшихся за власть группировок, все пытались заручиться поддержкой новгородских помещиков. В 1537 году мятежный князь А. И. Старицкий пытался опереться на новгородцев. В январе 1542 года бояре Шуйские захватили власть, когда их поддержали новгородцы «все городом». В 1552 году, при Избранной Раде, в армии произошли серьёзные беспорядки, вызванные отказом новгородцев идти в Казанский поход. В 1566 году на Земском соборе немало новгородцев поддержало требование об отмене опричнины и московское правительство вынуждено было прислушиваться ко мнению новгородцев, ополчение которых было вдвое больше опричного войска.
Одной из причин анти-новгородских настроений было давнее торговое и культурное соперничество между Новгородом и Москвой. Но несравненно более важное значение имело обострение социальных противоречий в новгородской земле, связанных с экономическим упадком конца 1560-х годов, где социальные контрасты проявились в особенно резкой форме. Массовые переселения новгородцев в конце XV века не затронули основной толщи посадского населения, являвшихся носителями демократических традиций. В этой среде были высоки анти-московские настроения. Летописец сохранил выражение тревоги: «А бояре в нём меньшими людьми наряжати не могут, а меньшие их не слушают…». Голод и эпидемия чумы, поразившие Новгород в 1560-х годах, усилили недовольство в народе.
Что же касается новгородского сепаратизма, то он был лишь в незначительной части побочным продуктом глубокого социального брожения в низах. В январе 1569 года псковские дворяне и приказные люди изменническим путём сдали литовцам Изборск (с помощью русских изменников Тимохи Тетерина и братьев Сарыхозиных. После освобождения города опричники казнили двух изборских подьячих и двух жителей из Пскова и Новгорода, а Иван Грозный издал распоряжение о выселении из Пскова и Новгорода всех неблагонадёжных лиц: 500 семей было выселено из Пскова и 150 из Новгорода.
Данная измена внушала мысль о ненадёжности населения и администрации Псковско-Новгородской земли и их потенциальной измене в пользу Литвы. В октябре 1569 года опричники объявили о раскрытии заговора в пользу В. А. Старицкого. Царь вызвал его в Александровскую слободу и приказал принять яд. Правительство начало искать сообщников удельного князя среди старомосковских бояр, приказных чинов и среди новгородцев и псковичей, которых оказалось немало, в связи с тем что князья Старицкие имели владения близ новгородских земель и имели там вассалов, поддерживали дружбу со многими новгородцами и псковичами. В 1568 году всё это проходило на фоне суда над руководителем Конюшенного приказа боярином И. П. Фёдоровым и митрополитом Филиппом Колычевым. При расследовании сдачи Изборска выяснилось, что будто бы горожане хотели Новгород и Псков «отдати литовскому королю, а царя… хотели злым умышленьем извести, а на государство посадити князя Володимера Ондреевича».
Венецианский дипломат Джерио, прибывший в Москву в дни Новгородского погрома, собрал важные сведения об обстоятельствах новгородского дела. Он писал, что царь разорил Новгород вследствие поимки гонца с изменническим письмом. Двумя годами раньше, литовцы обратились с тайными грамотами к конюшему И. П. Фёдорову и другим руководителям земщины. В новгородском погроме литовская интрига получила своё продолжение, на которые впоследствии русские послы отвечали: «о котором есть лихом деле с государевыми изменниками лазутчеством ссылались и бог тое измену государю нашему объявил и потому над теми изменниками ссталось». «Польская память», найденная у лазутчина в Новгороде, на фоне событий последних лет, в глазах царя и опричников стала главной уликой против новгородских и псковских властей. Позднее новгородские летописи и предания, старавшиеся отвести от Новгорода всякие подозрения в измене, отрицали наличие «Польской памяти» и утверждали, будто бы изменную грамоту составил некий бродяга, волынец Пётр, желавший отомстить Новгороду.

## История
В декабре 1569 года, подозревая новгородскую знать в соучастии в «заговоре» недавно убитого по его приказу князя Владимира Андреевича Старицкого и одновременно в намерении передаться польскому королю Сигизмунду II Августу, Иван Грозный в сопровождении большого войска опричников выступил против Новгорода.
Поводом к этому послужил донос, поданный неким бродягой, волынцем Петром, за что-то наказанным в Новгороде, и обвинявшим новгородцев во главе с архиепископом Пименом в намерении посадить на престол князя Владимира Старицкого и передать Новгород и Псков польскому королю. В. Б. Кобрин считает, что «донос был откровенно нелеп и противоречив», так как новгородцам приписывались два несовместимых стремления.
Двинувшись на Новгород осенью 1569 года, опричники устроили массовые убийства и грабежи в Твери, Клину, Торжке и других встречных городах (документально подтверждается убийство 1505 человек, в основном — сидевших по темницам литовских и татарских пленников, а также выселенных из своих домов псковичей и новгородцев, застигнутых опричниками по дороге в Москву). В Тверском Отрочем монастыре в декабре 1569 Малюта Скуратов лично задушил митрополита Филиппа, отказавшегося благословить поход на Новгород.
Опричное войско, согласно А. А. Зимину, насчитывало 15 тысяч человек, в том числе 1500 стрельцов.
2 января 1570 года передовые отряды во главе с В. Г. Зюзиным подошли к Новгороду и оцепили город заставами, опечатали казну в монастырях, церквях и частных домах, арестовали и поставили «на правёж» монахов, священников и видных новгородцев. 6 января у города появился сам Иван Грозный.
8 января, во время встречи опричного войска новгородским духовенством на Великом мосту через Волхов, царь обвинил в измене архиепископа Пимена. Пимен был арестован и заключён в тюрьму. Примечательно, что Пимен был верным сторонником царя и помогал ему в разоблачении непокорного митрополита Филиппа. Но и его Иван Грозный публично обвинил в заговоре и обозвал скоморохом. А для большего унижения архиепископа раздели, привязали к лошади, которую назвали его женой, и водили в таком виде. Впоследствии опричник Афанасий Вяземский был обвинён в том, что пытался предупредить Пимена об аресте, подвергнут торговой казни и сослан в Городецкий посад на Волгу, где вскоре умер.

### Казни в Новгороде

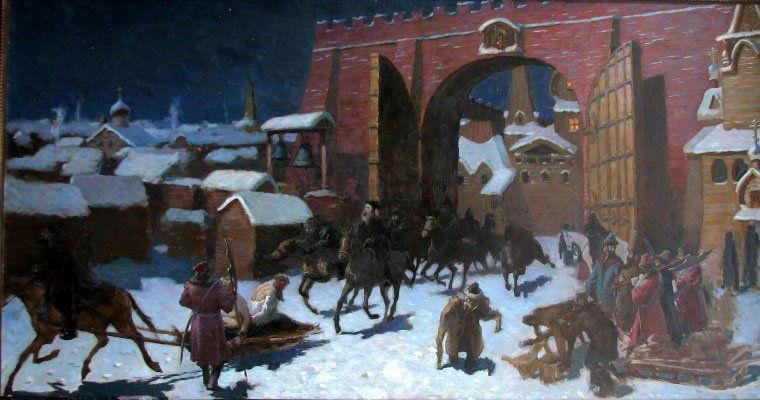
«Опричники» (картина Василия Худякова, 1871)

Точный подсчёт жертв вёлся лишь на первых порах, когда Иван Грозный целенаправленно уничтожал местную знать и приказных, устроив суд в «Городище» (было убито 211 помещиков и 137 членов их семей, 45 дьяков и приказных, столько же членов их семей). Среди убитых оказались: главные дьяки Новгорода К. Румянцев и А. Бессонов, боярин В. Д. Данилов, заведовавший пушечными делами, а также виднейший боярин Фёдор Сырков, принимавший ранее участие в составлении «Великих Четьих-Миней» и построивший на свои средства несколько церквей (его сначала окунули в ледяную воду Волхова, а затем живьём сварили в котле). После этого царь начал объезжать новгородские монастыри, отбирая у них все богатства, а опричники осуществили общее нападение на новгородский посад (остававшийся до тех пор нетронутым), в ходе которого погибло неведомое количество людей. С храма св. Софии были сняты Васильевские ворота и перевезены в Александрову слободу.
Затем последовали казни, продолжавшиеся до 15 февраля. Было казнено с применением различных пыток множество горожан, включая женщин и детей. По сообщению русской повести о разгроме Новгорода, Иван велел обливать новгородцев зажигательной смесью и затем, обгорелых и ещё живых, сбрасывать в Волхов; иных перед утоплением волочили за санями; «а жён их, мужеск и женск пол младенцы» «взяху за руце и за нозе опако назад, младенцев к матерем своим и вязаху, и с великия высоты повеле государь метати их в воду». Священники и монахи после различных издевательств были забиты дубинами и сброшены туда же. Современники сообщают, что Волхов был запружен трупами; живое предание об этом сохранялось ещё в XIX веке.
Людей забивали до смерти палками, бросали в реку Волхов, ставили на правёж, принуждая их отдать свое имущество, жарили в раскалённой муке. Новгородский летописец рассказывает, что были дни, когда число убитых достигало полутора тысяч; дни, в которые избивалось 500−600 человек, считались «счастливыми».
Частные дома и церкви были ограблены, имущество и продовольствие новгородцев уничтожено. Отряды опричников, разосланные на 200—300 км, производили грабежи и убийства по всей округе.
Тем не менее самое страшное началось в городе потом. На 1569—1570 годы пришёлся страшный неурожай. Тотальное же истребление немногочисленных припасов привело к ужасному голоду, от которого погибло намного больше людей, чем от рук опричников. В Новгороде широко распространилось людоедство. Довершила дело эпидемия чумы, начавшаяся на Руси до погрома, а в Новгород пришедшая уже после него.

### Казни в Пскове
Из Новгорода Грозный отправился к Пскову. В Пскове царь собственноручно убил игумена Псково-Печерского монастыря Корнилия. Об убийстве преподобного рассказывает Третья Псковская летопись, упоминает Андрей Курбский, а также «Повесть о начале и основании Печерского монастыря» (конец XVI века), которая гласит: «От тленного сего жития земным царём предпослан к Небесному Царю в вечное жилище». В царском «синодике опальным» Корнилий был помечен первым в списке лиц, казнённых во Пскове. Его слуги также убили старца Вассиана Муромцева (с которым прежде переписывался А. М. Курбский), двух городовых приказчиков, одного подьячего и 30—40 детей боярских.
Царь ограничился только казнью нескольких псковичей и конфискацией их имущества. В то время, как гласит предание, Грозный гостил у одного псковского юродивого (некоего Николы Салоса). Когда пришло время обеда, Никола протянул Грозному кусок сырого мяса со словами: «На, съешь, ты же питаешься мясом человеческим», а после — грозил Ивану многими бедами, если тот не пощадит жителей. Грозный, ослушавшись, приказал снять колокола с одного псковского монастыря. В тот же час пал под царём его лучший конь, что произвело впечатление на Ивана. Царь поспешно покинул Псков и вернулся в Москву, где снова начались розыски и казни: искали сообщников новгородской измены.

## Количество убитых в Новгороде
Число погибших неизвестно, современные учёные дают оценку от 2—3 (Р. Г. Скрынников) до 10—15 (В. Б. Кобрин) тысяч (при общем населении Новгорода в 30 тысяч).
Точное число убитых в Новгородском погроме вызывает споры. Цифры, которые приводят современники, могут быть преувеличены и выше, чем число самого населения Новгорода. Тем не менее по всей Новгородской земле проживало гораздо больше людей, а террор не обязательно был ограничен непосредственно Новгородом. Сохранилась запись царя в Синодике опальным из Кирилло-Белозерского монастыря: «По Малютинские ноугородцкие посылки (задания) отделано скончавшихся православных христиан тысяща четыреста девятьдесять человек, да из пищалей стрелянием пятнадцать человек, им же имена Сам Ты, Господи, веси». Запись основана, как полагают, на документальном отчёте Скуратова.
Скрынников прибавил к этому числу поимённо названных новгородцев и заключил, что в синодике перечислено 2170—2180 жертв новгородского погрома, при этом отметив, что донесения не могли быть полны и многие действовали «независимо от распоряжений Скуратова», и допустив общую цифру жертв в 4—5 тысяч.
В. Б. Кобрин считает эту цифру крайне заниженной, отмечая, что она исходит из предпосылки, что Скуратов был единственным или по крайней мере главным распорядителем убийств. Кобрин полагает, что отряд Малюты был лишь одним из многих отрядов, и оценивает число погибших в 10—15 тысяч, при общем населении Новгорода в 30 тысяч. При этом убийства не были ограничены лишь самим городом. Кроме того результатом уничтожения опричниками съестных запасов был голод (так что упоминается[где?] людоедство), сопровождавшийся свирепствовавшей в то время эпидемией чумы. В результате, по сообщениям летописи, во вскрытой в сентябре 1570 года общей могиле, где погребали всплывших жертв Ивана Грозного, а также умерших от голода и болезней, насчитали 10 тысяч трупов. Кобрин полагает, что эта могила не обязательно была единственным местом погребения погибших.

## Оценка
По мнению известного исследователя опричнины А. А. Зимина, «ликвидация обособленности и экономического могущества Новгорода являлось необходимым условием завершения борьбы с политической раздробленностью страны», разгром Новгорода подвёл финальную черту под длительной борьбой за объединение русских земель под властью московского правительства.

## В искусстве
- Царь (фильм)